# Mark S. Brewer
Mark Spencer Brewer, född 22 oktober 1837 i Oakland County, Michigan, död 18 mars 1901 i Washington, D.C., var en amerikansk politiker (republikan). Han var ledamot av USA:s representanthus 1877–1881 och 1887–1891.
Brewer efterträdde 1877 George H. Durand som kongressledamot och efterträddes 1885 av Oliver L. Spaulding. Han tillträdde 1887 på nytt som kongressledamot och efterträddes 1891 av Byron G. Stout.
Brewer är begravd på Oak Hill Cemetery i Pontiac i Michigan.